# Уилям Стенли Джевънс
Уилям Стенли Джевънс (1 септември 1835 – 13 август 1882) е английски икономист. Внася съществен принос в теорията за капитала, много страни на която се приемат всъщност от Австрийската школа. Той налага в класическата икономическа теория идеята, че капиталът трябва да се измерва от гледна точка на времето и количествата.